# Leibniz-Institut für Analytische Wissenschaften
Das Leibniz-Institut für Analytische Wissenschaften – ISAS – e. V. wurde 1952 unter dem damaligen Namen Institut für Spektrochemie und angewandte Spektroskopie gegründet. Das ISAS ist ein An-Institut der Technischen Universität Dortmund. Das Dortmunder Institut ist mit der Universität Duisburg-Essen, der Ruhr-Universität Bochum und der Universität Bielefeld durch gemeinsame Berufungen für seine wissenschaftlichen Leitungspositionen eng verbunden. Derzeit beschäftigt das Institut ca. 160 Mitarbeitende aus 20 Nationen.
Das ISAS hat den Auftrag, analytische Technologien zu entwickeln – und diese zu neuen hochleistungsfähigen Messstrategien für die Gesundheitsforschung zu verbinden. Ziel ist es, Analyseverfahren für die Präzisionsmedizin auf den Weg zu bringen. Damit möchten Forschende des ISAS die Prävention, Diagnostik und personalisierte Therapie, zum Beispiel von Herz-Kreislauf-Erkrankungen, verbessern – und so letztlich die Lebensqualität von Patienten. Im Fokus der anwendungsorientierten Grundlagenforschung steht die Translation der Erkenntnisse in die Klinik. Deswegen kooperiert das ISAS bereits zu einem frühen Zeitpunkt mit verschiedenen klinischen Partnern und kleineren und mitleren Unternehmen aus dem Gesundheitssektor.

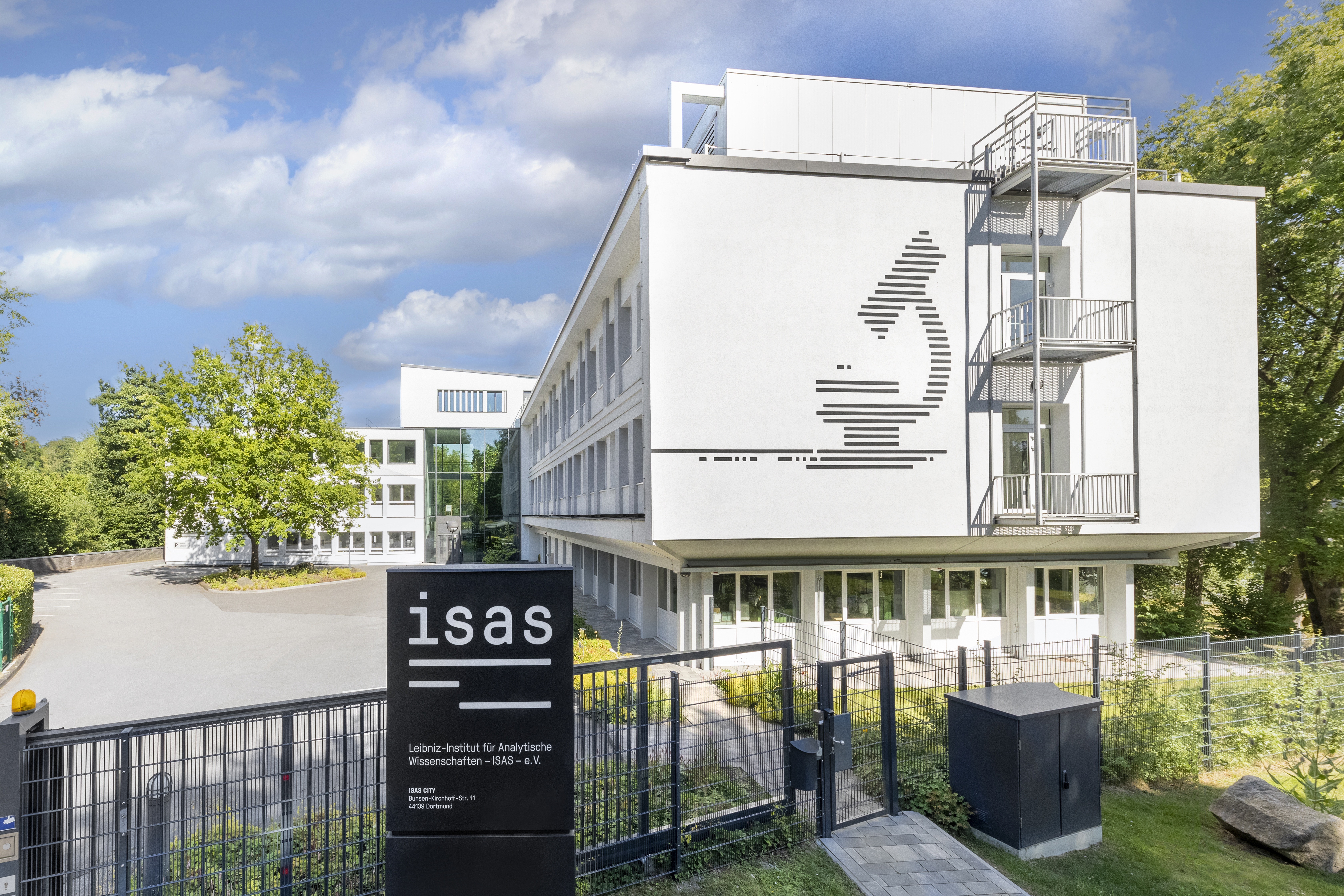
Frontansicht des Institutsteils ISAS City an der Bunsen-Kirchhoff-Straße 11 in 44139 Dortmund.

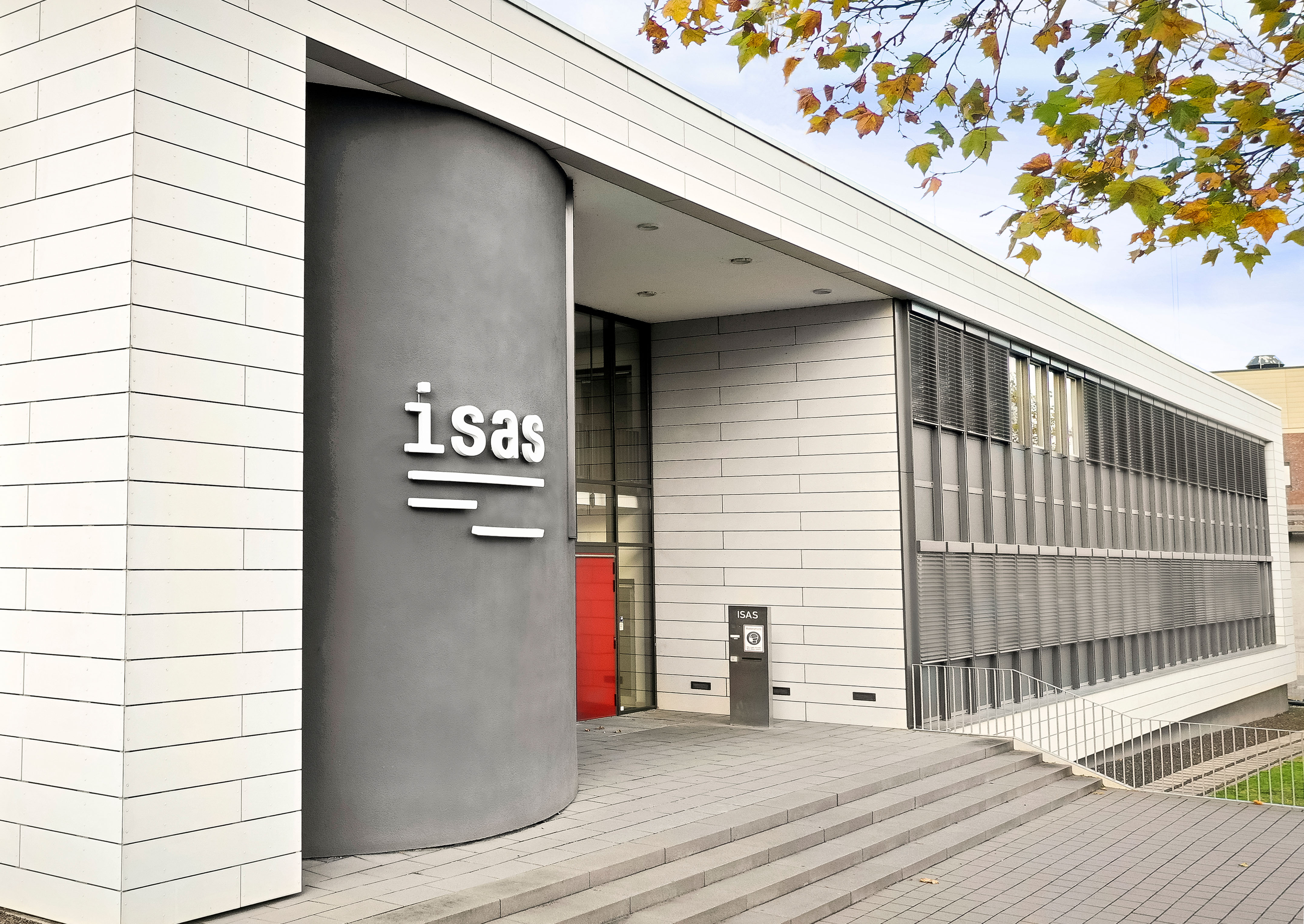
Frontansicht des Institutsteils ISAS Campus an der Otto-Hahn-Str. 6b in 44227 Dortmund.

## Forschungskonzept
Für das ISAS sind folgende Fragen zentral: Wann und wo entstehen im Körper Erkrankungen? Welche Kriterien sorgen dafür, dass identische Therapien bei verschiedenen Patienten unterschiedlich erfolgreich sind? Um die hier zugrunde liegenden physiologischen Vorgänge aufzuklären, bedarf es Analysemethoden, die gleichzeitig Informationen über verschiedene Molekülklassen wie Proteine, Lipide und Metaboliten erfassen können – und die deren räumliche und zeitliche Verteilung abbilden.
Die technologische Basis dafür liefert die 4D-Analytik. Sie ist Kern des ISAS-Forschungskonzepts und umfasst die qualitatative und quantitative Analyse biologischer Systeme sowie die zeit- und ortsaufgelöste Bestimmung von Biomolekülen. Dafür entwickeln Wissenschaftler am ISAS kombinierte Verfahren, bei denen komplementäre, aufeinander abgestimmte analytische Technologien – z. B. Massenspektrometrie und Mikroskopie – als integrative Messtrategien zum Einsatz kommen. Die 4D-Analytik ist damit für das Verständnis von Krankheitsursachen essenziell und sie bildet zudem die Basis für die Entwicklung neuer Screening- und Therapiestrategien.

## Forschungsprogramme
Über seine vier Forschungsprogramme entwickelt das ISAS Messstrategien inkl. Dateninterpretation für eine integrierte, skalenübergreifende Multiparameter-Analyse.

## Organisation & Finanzierung
Das ISAS ist eine gemeinnützig tätige Forschungseinrichtung in der Rechtsform eines eingetragenen Vereins. Zweck des Vereins ist die Förderung der analytischen Wissenschaften auf den Gebieten der Material- und Lebenswissenschaften. Die Organe des Vereins sind der Vorstand (Albert Sickmann, Dorit Günther), das Kuratorium, der wissenschaftliche Beirat und die Mitgliederversammlung. 
Als Mitglied der Leibniz-Gemeinschaft wird das Institut durch die Bundesrepublik Deutschland und ihre Länder gefördert.

## Von 1952 bis heute
Im Jahr 1952 wurde die Gesellschaft zur Förderung der Spektrochemie und angewandten Spektroskopie e. V. und als Trägerin des Institut für Spektrochemie und Angewandte Spektroskopie (ISAS) in Dortmund gegründet. Nach der Satzung war der ursprüngliche Zweck des Instituts „moderne analytische Chemie mit physikalischen, vorwiegend spektroskopischen Methoden“ zu betreiben. 
Im Jahre 1980 wurde das ISAS in die sogenannte Blaue Liste und damit in die gemeinsame Bund-Länder-Finanzierung aufgenommen. Seit 2009 führt das ISAS den Namen Leibniz-Institut für Analytische Wissenschaften – ISAS – e. V. Das Institut hat sich in den vergangenen Jahren einem starken Wandel unterzogen und seine Ausrichtung verändert. Der Fokus liegt inzwischen auf der Analytik für die Gesundheitsforschung.
Das ISAS wurde zuletzt im Dezember 2024 turnusmäßig von der Leibniz-Gemeinschaft evaluiert. Eine Veröffentlichung der Stellungnahme des Senats der Leibniz-Gemeinschaft steht derzeit noch aus.